# Nitratina
La nitratina es un mineral de la clase de los minerales carbonatos y nitratos. Fue descubierta en 1821 en la región de Tarapacá (Chile), siendo nombrada así por su composición de nitratos. Sinónimos poco usados son: azufrado, caliche, nitro sódico, nitratita o salitre sódico.

## Características químicas
Es un nitrato de sodio simple, anhidro. Es el equivalente con sodio del mineral de nitro -con potasio-. Es isoestructural con la calcita (CaCO3).

## Formación y yacimientos
Se encuentra como eflorescencias en regiones de clima seco y cálido. En estas regiones se forman yacimientos superficiales al descubierto por encharcamiento con aguas de drenaje ricas en esta sal y el secado rápido por el clima, mientras que las eflorescencias se producen dentro del suelo en zonas protegidas.
Suele encontrarse asociado a otros minerales como: Nitrocalcita, nitro, mirabilita, halita, yeso o epsomita.